# No New York
No New York — сборник, изданный лейблом звукозаписи Antilles Records под руководством продюсера Брайана Ино в 1978 году. Несмотря на то, что сборник содержал песни всего четырёх разных исполнителей, по мнению многих это единственный альбом, который точно документирует Нью-Йоркское ноу-вейв движение конца 1970-х годов.

## Предыстория и запись альбома
В начале 1978 года в Нью-Йоркском «Artists' Space» состоялся андеграундный рок-фестиваль, в котором приняли участие несколько местных групп. В последние два дня шоу участвовали DNA и Contortions в пятницу, а за ними последовали Mars и Teenage Jesus and the Jerks в субботу. Английский музыкант/продюсер Брайан Ино, который изначально приехал в Нью-Йорк, чтобы спродюсировать второй альбом Talking Heads More Songs About Buildings and Food, посетил фестиваль. Впечатлённый увиденным и услышанным, Ино решил, что это движение должно быть задокументировано, и предложил записать компиляционный альбом с собой в роли продюсера.
Когда Ино записал No New York, некоторые сессии были закончены без особого стилизованного продюсирования, которым он был известен на альбомах других исполнителей. Джеймс Ченс высказался, что песни Contortions были «записаны полностью вживую в студии, без сепарации между инструментами, без овердюбов, просто как документ». В 1979 году в своём известном на сегодняшний день докладе «Студия в качестве композицийного инструмента», Ино заявил, что «На 'Helen Thormdale' [sic] из альбома No New York, я чётко добавил эхо на гитарную партию и использовал его, чтобы вызвать компрессию на всём треке, поэтому оно звучит, словно лопасти вертолёта».

## Издание альбома
Первоначальное издание полноформатного альбома содержало лист со словами песен, который был специально набит наизнанку, поэтому прочесть тексты песен было невозможно. Впервые альбом был переиздан на компакт-дисках компанией Island в Японии. В 2005 году альбом был переиздан Lilith Records на виниле и CD-диджипаках.

## Отзывы критиков
| Оценки критиков               | Оценки критиков |
| Источник                      | Оценка          |
| ----------------------------- | --------------- |
| AllMusic                      | [ 5 ]           |
| Christgau's Record Guide      | B+              |
| Pitchfork                     | 8.3/10          |
| Q                             | [ 8 ]           |
| Spin Alternative Record Guide | 8/10            |

No New York был издан в 1978 году лейблом звукозаписи Antilles Records, без какого-либо упоминания в хит-параде Billboard. На оригинальном альбоме внутри конверта были напечатаны тексты песен, из-за чего человеку, приобретшему данный альбом приходилось разрывать конверт, чтобы прочитать их. Критик Ричард Уоллс из Creem описал содержимое альбома как «свирепо авангардную и вызывающе уродливую музыку со времён Альберта Эйлера» и заявил, что «Если вы достаточно бесстрашны, что хотите услышать это (подруга жаловалась, дойдя до 3/4 части первой стороны альбома, жаловалась, что музыка была болезненной – она не имела в виду абстрактную реакцию, она морщилась), имейте в виду, что Antilles это подразделение Island Records, которое не совсем Transamerica Corp. Вам, вероятно, придётся приложить немного усилий, чтобы добыть этот альбом, потому что он не придёт к вам сам».
Ретроспективные отзывы об альбоме были положительными. Тодд Кристел из AllMusic заявил, что «этот плодотворный альбом остаётся безусловным свидетельством нью-йоркского ноу-вейв-движения», но также повторил слова Уоллса, ссылаясь на его заявление 1978 года, сказав: «Некоторые слушатели могут быть очарованы музыкой на No New York, в то время как другие могут посчитать её невыносимой».
В декабре 2007 года Blender дали альбому 65-й номер в своём списке "100 величайших инди-рок-альбомов всех времён".
Артемий Троицкий присудил данному релизу первое место в своём списке лучших альбомов 1978 года.

## Список композиций
| №  | Название               | Автор(ы)                  | Исполнитель                 | Длительность |
| -- | ---------------------- | ------------------------- | --------------------------- | ------------ |
| 1. | «Dish It Out»          | Джеймс Ченс               | Contortions                 | 3:17         |
| 2. | «Flip Your Face»       | Ченс                      | Contortions                 | 3:13         |
| 3. | «Jaded»                | Ченс                      | Contortions                 | 3:49         |
| 4. | «I Can't Stand Myself» | Джеймс Браун, Contortions | Contortions                 | 4:52         |
| 5. | «Burning Rubber»       | Лидия Ланч                | Teenage Jesus and the Jerks | 1:45         |
| 6. | «The Closet»           | Ланч                      | Teenage Jesus and the Jerks | 3:53         |
| 7. | «Red Alert»            | Ланч                      | Teenage Jesus and the Jerks | 0:34         |
| 8. | «I Woke Up Dreaming»   | Ланч                      | Teenage Jesus and the Jerks | 3:10         |

| №   | Название             | Автор(ы)                                              | Исполнитель | Длительность |
| --- | -------------------- | ----------------------------------------------------- | ----------- | ------------ |
| 9.  | «Helen Fordsdale»    | Нэнси Арлен, Чайна Бург, Марк Каннингем, Самнер Крейн | Mars        | 2:30         |
| 10. | «Hairwaves»          | Арлен, Бург, Каннингем, Крейн                         | Mars        | 3:43         |
| 11. | «Tunnel»             | Арлен, Бург, Каннингем, Крейн                         | Mars        | 2:41         |
| 12. | «Puerto Rican Ghost» | Арлен, Бург, Каннингем, Крейн                         | Mars        | 1:08         |
| 13. | «Egomaniac's Kiss»   | Робин Крутчфилд, Арто Линдсей                         | D.N.A.      | 2:11         |
| 14. | «Lionel»             | Крутчфилд, Линдсей                                    | D.N.A.      | 2:07         |
| 15. | «Not Moving»         | Крутчфилд, Линдсей                                    | D.N.A.      | 2:40         |
| 16. | «Size»               | Крутчфилд, Линдсей                                    | D.N.A.      | 2:13         |

## Участники записи
Contortions
- Джеймс Ченс — саксофон, вокал
- Дон Кристенсен — ударные
- Джоди Харрис[англ.] — гитара
- Пэт Плейс[англ.] — слайд-гитара
- Джордж Скотт III[англ.] — бас
- Адел Бертей[англ.] — Acetone[англ.] орган

Teenage Jesus and the Jerks
- Лидия Ланч — гитара, вокал
- Гордон Стивенсон[англ.] — бас
- Брэдли Филд — ударные

Mars
- Самнер Крейн — гитара, вокал
- Чайна Бург — гитара, вокал
- Марк Каннингем — бас, вокал
- Нэнси Арлен[англ.] — ударные

D.N.A.
- Арто Линдсей[англ.] — гитара, вокал
- Робин Крутчфилд[англ.] — орган, вокал
- Икуэ Мори[англ.] — ударные

Дополнительный персонал
- Брайан Ино — продюсер, дизайн обложки, фотография обложки
- Курт Мункаски — инженер
- Вишек Вощчик — инженер
- Родди Хуэй — помощник инженера
- Стивен Кейстер — дизайн обложки

## История изданий
| Страна | Год  | Лейбл            | Формат     | Номер в каталоге |
| ------ | ---- | ---------------- | ---------- | ---------------- |
| США    | 1978 | Antilles Records | LP         | AN-7067          |
| США    | 2005 | Lillith Records  | CD DigiPak | LR102            |